# Ngô Xã Châu
Ngô Xã Châu (sinh tháng 1 năm 1956) là Thượng tướng Quân Giải phóng Nhân dân Trung Quốc. Ông hiện giữ chức Ủy viên Ban Chấp hành Trung ương Đảng Cộng sản Trung Quốc khóa XIX, Chính ủy Chiến khu Tây bộ Quân Giải phóng Nhân dân Trung Quốc (01/2017-6/2021).

## Tiểu sử
Ngô Xã Châu sinh tháng 1 năm 1956, người Hán Xuyên, tỉnh Hồ Bắc. Ông từng giữ chức Chủ nhiệm Chính trị Tập đoàn quân 42, Quân khu Quảng Châu. Tháng 7 năm 2007, ông được thăng quân hàm Thiếu tướng.
Tháng 9 năm 2011, Ngô Xã Châu được bổ nhiệm giữ chức Chính ủy Quân khu tỉnh Hồ Bắc trực thuộc Quân khu Quảng Châu. Tháng 3 năm 2012, ông được bổ nhiệm giữ chức vụ Phó Chủ nhiệm Chính trị Quân khu Quảng Châu. Năm 2013, ông được bổ nhiệm giữ chức Chính ủy Ban Liên cần (tiền thân là Hậu cần), Quân khu Quảng Châu. Tháng 12 năm 2014, ông được bổ nhiệm làm Chủ nhiệm Chính trị Quân khu Tế Nam.
Ngày 1 tháng 2 năm 2016, Chủ tịch Quân ủy Trung ương Tập Cận Bình tuyên bố giải thể 7 đại quân khu, thành lập 5 chiến khu. Ngô Xã Châu được bổ nhiệm giữ chức vụ Phó Chính ủy Chiến khu Trung ương kiêm Chính ủy Lục quân Chiến khu Trung ương.
Tháng 7 năm 2016, Ngô Xã Châu được thăng quân hàm Trung tướng. Tháng 1 năm 2017, ông được bổ nhiệm giữ chức vụ Chính ủy Chiến khu Tây bộ Quân Giải phóng Nhân dân Trung Quốc. Ngày 24 tháng 10 năm 2017, Đại hội Đảng Cộng sản Trung Quốc lần thứ XIX họp phiên bế mạc, ông được bầu làm Ủy viên Ban Chấp hành Trung ương Đảng Cộng sản Trung Quốc khóa XIX. Tháng 7 năm 2019, ông được thăng quân hàm Thượng tướng.